# Anton Tremmel
Anton Tremmel (26 novembre 1994) è uno sciatore alpino tedesco.

## Biografia
Attivo in gare FIS dal dicembre del 2009, ha esordito in Coppa Europa il 20 gennaio 2013 a Kirchberg in Tirol in slalom speciale, senza completare la prova, e in Coppa del Mondo il 4 gennaio 2018 a Zagabria Sljeme nella medesima specialità, senza qualificarsi per la seconda manche
Ha conquistato il primo podio in Coppa Europa il 1º febbraio 2019 a Tignes in slalom parallelo (2º) e ha debuttato ai Campionati mondiali a Åre 2019, dove è stato 25º nello slalom speciale e 4º nella gara a squadre. Il 5 gennaio 2020 ha conquistato a Vaujany in slalom speciale la sua prima vittoria in Coppa Europa.

## Palmarès

### Coppa del Mondo
- Miglior piazzamento in classifica generale: 107º nel 2023

#### Coppa del Mondo - gare a squadre
- 1 podio:
  - 1 terzo posto

### Coppa Europa
- Miglior piazzamento in classifica generale: 22º nel 2020
- 4 podi:
  - 1 vittoria
  - 3 secondi posti

#### Coppa Europa - vittorie
| Data           | Località | Paese   | Specialità |
| -------------- | -------- | ------- | ---------- |
| 5 gennaio 2020 | Vaujany  | Francia | SL         |

Legenda:

SL = slalom speciale

### Far East Cup
- Miglior piazzamento in classifica generale: 32º nel 2020
- 1 podio:
  - 1 secondo posto

### Campionati tedeschi
- 6 medaglie:
  - 1 oro (slalom speciale nel 2021)
  - 3 argenti (slalom speciale, combinata nel 2019; slalom speciale nel 2024)
  - 2 bronzi (combinata nel 2017; slalom speciale nel 2025)